# Пернишки стачки
Пернишките стачки са стачки на миньорите от държавните "Мини Перник" в различни периоди от историята на Третата българска държава.

## Първа стачка
Първата пернишка стачка от 1906 е първата масова стачка в България. Организирана и ръководена е от ОРСС и БРСДП(т.с.) Предпоставките за нея са многобройни – 12-часов работен ден, ниски и рядко изплащани надници, примитивна техника, чести случаи на злополуки и професионални заболявания.
Стачката е обявена на 18 юни 1906 и продължава 35 дни. Участват около 1000 работници. Стачниците издигат искания за 8-часов работен ден, за право на сдружаване на миньорите в синдикат, за увеличаване и редовно изплащане на надниците. Стачката завършва с победа на работниците - надниците им са увеличени. Сред ръководителите са Димитър Благоев, Георги Кирков и Георги Димитров, който се проявява особено активно.

## Втора стачка
Втората пернишка стачка от 1919 започва в условията на изключително тежка икономическа ситуация след поражението на България в Първата световна война. В началото на 1919 година, пернишките миньори се обявяват против нередовното изплащане на надниците. Правителството на Теодоров отговаря с ареста и интернирането в околностите на Трявна около 150 миньори, предимно дейци на ОРСС и БРСДП(т.с.), като същевременно обещава да удовлетвори частично исканията на работниците. Назначената правителствена комисия за уреждане на спорните въпроси действа изцяло във вреда на работниците. На 1 юли, под ръководството на Георги Димитров, 7000 миньори прекратяват работа. На следващия ден ръководството на „мини Перник“ подписва протокол, с който се задължава да изплати надниците за последните два месеца, да изплаща в бъдеще редовно надниците, да ги увеличи с 20%, да подобри храната, работното облекло и жилищните условия на работниците, да върне на работа уволнените и интернираните и да им изплати определени обезщетения.

## Трета стачка
Третата пернишка стачка от 1944 започва в навечерието на Девети септември. Рано сутринта на 7 септември 2000 миньори от рудник „Куциан“ се насочват към Дирекция на мините, за да предявят исканията си. Към тях се присъединяват миньори и от другите рудници. Пред Дирекцията се организира митинг, който бързо преминава в антиправителствена демонстрация. Към миньорите се присъединяват и пернишките железничари. В стълкновенията с полицията са убити 6 и ранени 13 работници. Стачката спомага за падането на правителството на Константин Муравиев.